# Zulässige Höchstgeschwindigkeit

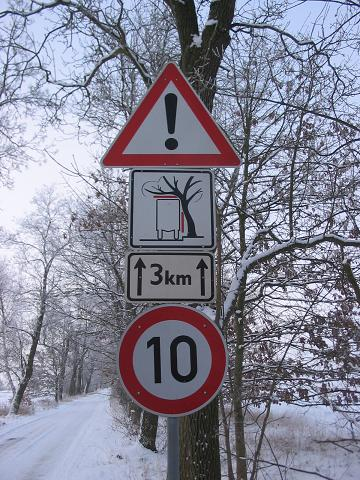
Hier zulässige Höchstgeschwindigkeit: 10 km/h

Die zulässige oder erlaubte Höchstgeschwindigkeit, auch Geschwindigkeitsbeschränkung oder Geschwindigkeitsbegrenzung, ist ein verbindlicher Grenzwert für die Geschwindigkeit eines Fahrzeugs, der nicht überschritten werden darf. Umgangssprachlich ist in diesem Zusammenhang auch der Begriff Tempolimit gebräuchlich.
Sie kann generell per Verordnung festgelegt oder durch Verkehrszeichen gekennzeichnet sein und gilt für bestimmte Fahrzeuge, die Beförderung bestimmter Güter oder auf bestimmten Strecken von Straßen, Schienen- oder Wasserwegen sowie vereinzelt auch im Luftraum.

## Straßenverkehr

### Argumente

#### Physikalische Grundlagen

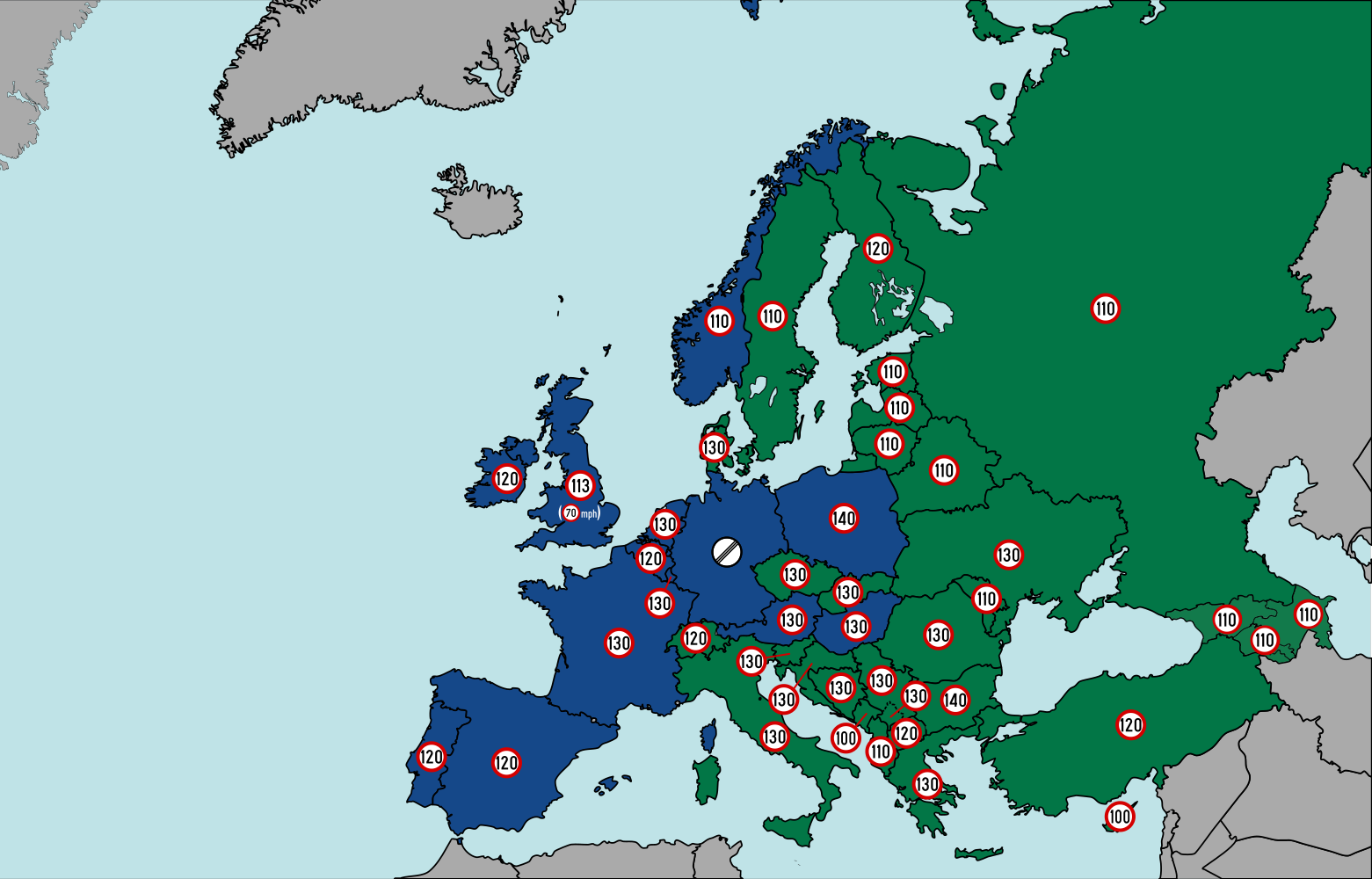
Zulässige Höchstgeschwindigkeiten und Grundfarbe der wegweisenden Beschilderung (blau/grün) auf Autobahnen in Europa

Geschwindigkeitsbegrenzungen dienen in erster Linie dem Schutz der Verkehrsteilnehmer. Die kinetische Energie (Bewegungsenergie) eines Fahrzeuges, die bei einem Aufprall zerstörerisch wirkt, sowie der Bremsweg sind proportional zum Quadrat der Geschwindigkeit. Es gilt:
Kinetische Energie{\displaystyle E_{\mathrm {kin} }={\frac {1}{2}}mv^{2}}
Bremsweg bei Gefahrbremsung{\displaystyle s_{\mathrm {GefahrBrems} }\approx {\frac {1}{2}}\cdot \left({\frac {v^{2}}{10^{2}}}\right)}
Das bedeutet, dass bei einem Unfall mit beispielsweise 200 km/h die vierfache Menge an Energie durch eine plötzliche Verringerung der Geschwindigkeit abgebaut werden muss im Vergleich zu einem Unfall mit 100 km/h. Die Masse des Fahrzeuges wirkt sich hingegen nur linear auf die Bewegungsenergie aus. Ein Fahrzeug mit einer Masse von zwei Tonnen bringt bei einem Unfall potenziell die doppelte Menge Energie ein wie eines mit nur einer Tonne.
Der Bremsweg eines Fahrzeuges ist bei 200 km/h ebenfalls viermal so lang verglichen mit demselben bei 100 km/h.

#### Verkehrssicherheit
Durch eine niedrigere Geschwindigkeit kann sowohl die Wahrscheinlichkeit als auch die Schwere von Unfällen deutlich verringert werden.
Oft werden auch an Unfallschwerpunkten wie Kreuzungen Geschwindigkeitsbegrenzungen eingerichtet. Es gibt Untersuchungen, die darauf hindeuten, dass Geschwindigkeitsbegrenzungen die Verkehrssicherheit hauptsächlich durch ihre Koordinierungsfunktion erhöhen – ähnlich der Vorschrift, auf einer bestimmten Straßenseite zu fahren. Geschwindigkeitsbegrenzungen können dazu beitragen, die Varianz der gefahrenen Geschwindigkeit zu verringern, wodurch die Wahrscheinlichkeit eines Unfalls weiter reduziert wird.
Trotz der höheren zulässigen Geschwindigkeit auf Autobahnen geschehen, bezogen auf die gefahrenen Fahrzeugkilometer, weniger Unfälle als auf Landstraßen.

#### Umwelt und Klima

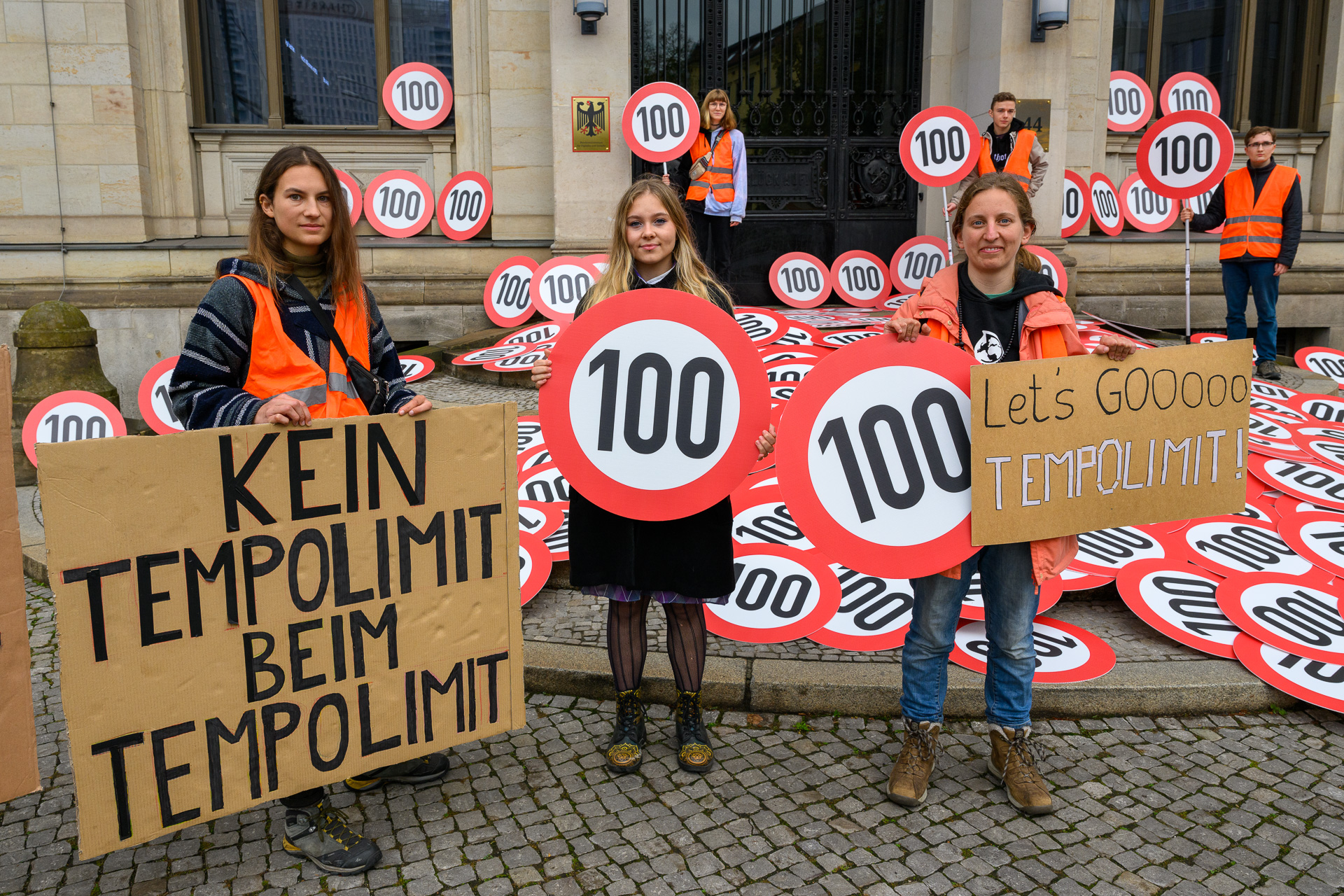
Forderung nach einer generellen Geschwindigkeitsbegrenzung als einfachstes Mittel zur Reduktion des CO_{2}-Ausstoßes in Deutschland in Zeiten der Klimakrise.

Viele Geschwindigkeitsbegrenzungen dienen dem Umweltschutz, insbesondere dem Lärmschutz, da die Schallintensität des Reifen-Fahrbahn-Geräusches mit der dritten bis vierten Potenz, die des aerodynamischen Geräuschs mit etwa der sechsten Potenz der Geschwindigkeit ansteigt. Temporäre Begrenzungen gelten im Rahmen eines Ozonalarms, da auch der Ausstoß von Schadstoffen mit zunehmender Geschwindigkeit überproportional zunimmt. Geschwindigkeitsbeschränkungen können auch mit dem Klimaschutz begründet werden, da mit ihnen der Verbrauch der Kraftstoffe reduziert werden kann. Darüber hinaus wird bei geringeren Geschwindigkeiten der Reifenabrieb reduziert und weniger Feinstaub von den Straßen aufgewirbelt.

#### Staubildung
Durch das Minimieren der im freien Verkehr üblichen Geschwindigkeitsunterschiede kann auch Staubildung vermieden werden: Möglichst adaptive aber auch permanente Limits (zum Beispiel bei Steigungen) bringen Verkehrsverflüssigungseffekte durch harmonisierte Geschwindigkeiten.
Dagegen spricht, dass der Verkehrsflüssigkeitseffekt zu einer größeren Kolonnenbildung führt, die u. U. andere Verkehrsbereiche wiederum negativ beeinträchtigen kann, wie z. B. erschwertes, verzögertes Ausfahren aus Seitenstraßen oder Hauseinfahrten.

#### Rücksichtnahme gefordert
Geschwindigkeitsbegrenzungen werden weiterhin teils als wünschenswert erachtet, um einen kulturellen Umschwung und mehr Rücksichtnahme im Straßenverkehr herbeizuführen.

#### Zukunft des Autoverkehrs
Geschwindigkeitsbegrenzungen gelten auch zur Förderung von Elektroautos bzw. für eine zukunftsfähige Entwicklung der Automobilindustrie als wünschenswert. Die Deutsche Umwelthilfe hat 2023 anhand von sieben Modellen nachgewiesen, dass Elektroautos bei Tempo 50 im Schnitt 16,5 Prozent mehr Energie verbrauchen als bei Tempo 30.

### Generelle Geschwindigkeitsbegrenzung

#### Übersicht
| Maßeinheit für Geschwindigkeitsbeschränkungen im Straßenverkehr |                      |
| km/h                                                            | mph                  |
| beides                                                          | keine oder unbekannt |

Geschwindigkeitsbegrenzungen weltweit (die runden Schilder zeigen Kilometer pro Stunde, die rechteckigen Meilen pro Stunde an)

Während sich die erlaubten Höchstgeschwindigkeiten außerorts und auf Autobahnen europaweit teilweise unterscheiden, liegt die Begrenzung innerorts fast überall bei 50 km/h. Ausnahmen sind nur Albanien und Andorra, die in geschlossenen Ortschaften eine Geschwindigkeitsbegrenzung auf 40 km/h festgelegt.

#### Hinweisschilder

Hinweisschilder an den Staatsgrenzen vom Ausland kommend
Albanien
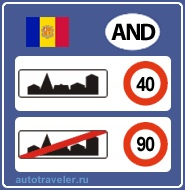
Andorra
Argentinien
Armenien
Belgien (altes Schild, bis 2017; Wallonien: weiterhin 90 km/h auf Landstraßen)
Bosnien und Herzegowina
Flandern (neues Schild, ab 2017 neue Gesetze in Flandern: 70 km/h auf Landstraßen)
Dänemark
Deutschland
Estland
Finnland
Frankreich
Georgien
Griechenland
Island
Israel
Italien
Kasachstan
Kirgisistan
Kroatien
Lettland
Litauen
Luxemburg
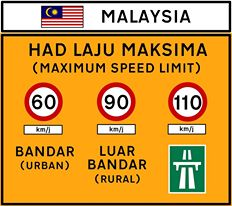
Malaysia
Moldau
Mongolei
Montenegro
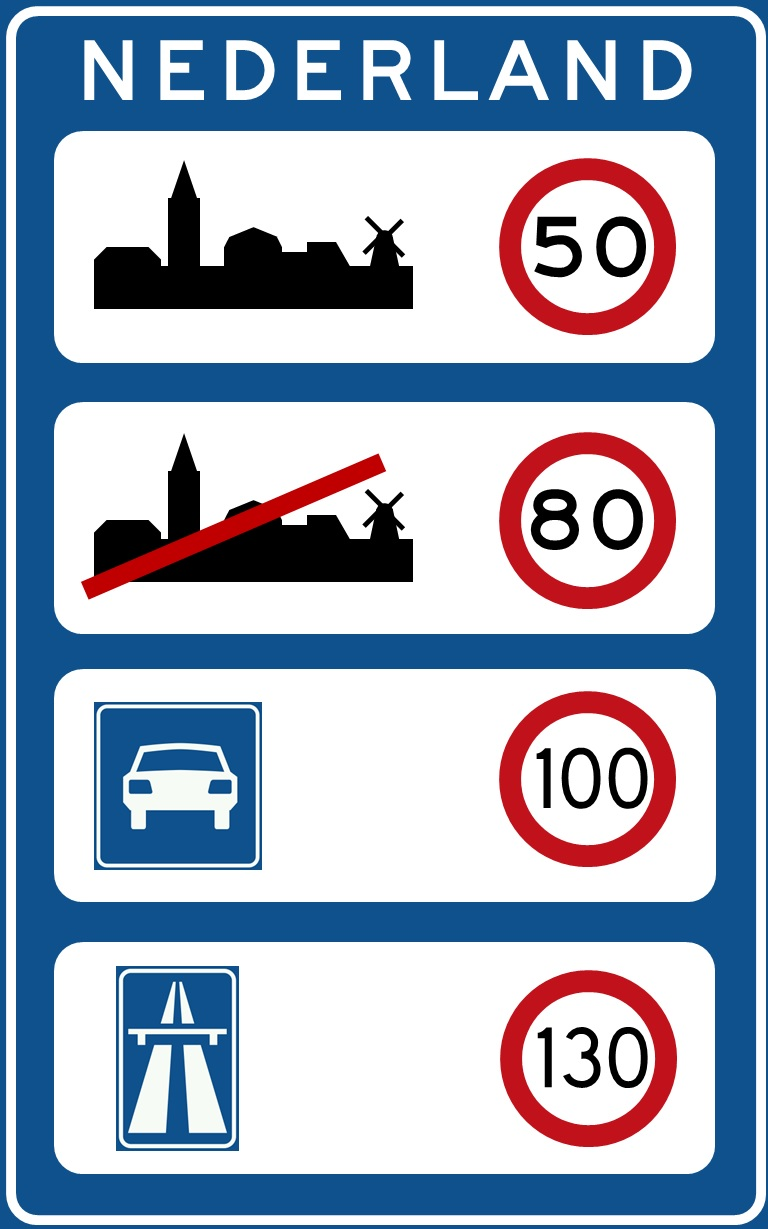
Niederlande
Nordmazedonien
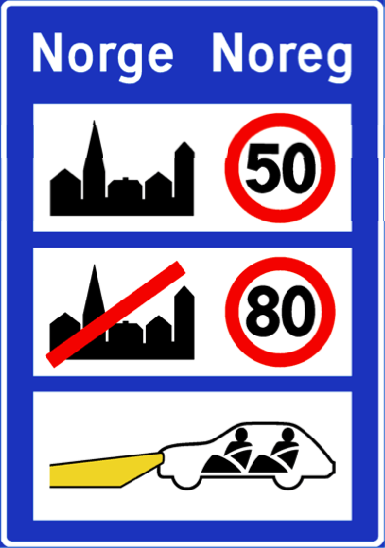
Norwegen
Österreich
Polen
Portugal
Rumänien
Russland
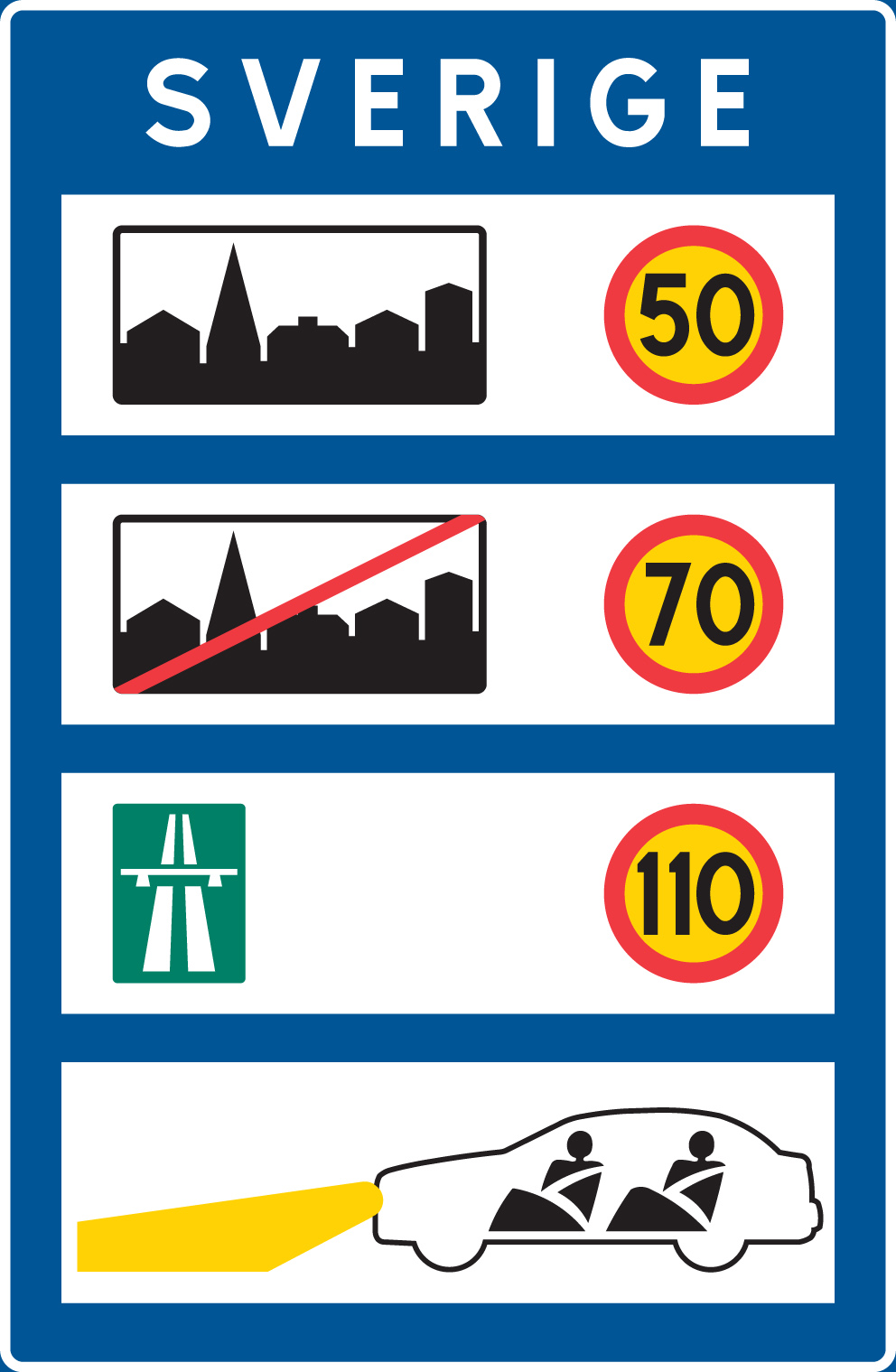
Schweden
Schweiz
Serbien
Slowakei
Slowenien
Spanien
Tadschikistan
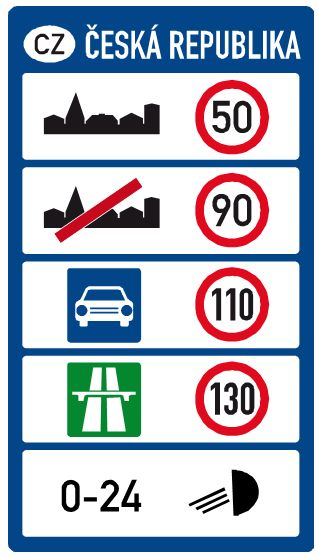
Tschechien
Türkei
Ukraine
Ungarn
Vereinigtes Königreich

##### Tabelle
In den europäischen Ländern gelten derzeit folgende allgemeine Geschwindigkeitsbeschränkungen. Diese gelten, sofern keine andere Geschwindigkeit beschildert ist (alle Werte in km/h):

| Land                    | Land                    | PKW und Motorräder | PKW und Motorräder                | PKW und Motorräder |            | PKW mit Anhänger                  | PKW mit Anhänger      | PKW mit Anhänger |
| Land                    | Land                    | Ortsgebiet         | Land-/Schnell- bzw. Expressstraße | Autobahn           | Ortsgebiet | Land-/Schnell- bzw. Expressstraße | Autobahn              |                  |
| ----------------------- | ----------------------- | ------------------ | --------------------------------- | ------------------ | ---------- | --------------------------------- | --------------------- | ---------------- |
| Åland                   | Åland                   | 50                 | 70/90                             | –                  |            | 50                                | 70/90                 |                  |
| Albanien                | Albanien                | 40                 | 80/90                             | 110                |            | 60/70                             | 80                    |                  |
| Andorra                 | Andorra                 | 40                 | 90                                | –                  |            |                                   |                       |                  |
| Belgien                 | Belgien (Flandern)      | 50                 | 70/90                             | 120                | 50         | 70/90                             | 120                   |                  |
| Belgien                 | Belgien (Brüssel)       | 30/50              | 90/100                            | 100                | 50         | 70/90                             | 100                   |                  |
| Belgien                 | Belgien (Wallonien)     | 50                 | 90/120                            | 120                | 50         | 70/90                             | 120                   |                  |
| Bosnien und Herzegowina | Bosnien und Herzegowina | 50                 | 80/100                            | 130                | 50         | 80                                | 80                    |                  |
| Bulgarien               | Bulgarien               | 50                 | 90                                | 140                | 50         | 70                                | 100                   |                  |
| Danemark                | Dänemark                | 50                 | 80/90                             | 130                | 50         | 70                                | 80                    |                  |
| Deutschland             | Deutschland             | 50                 | 100/∞                             | ∞                  | 50         | 80/100                            | 80/100                |                  |
| Faroer                  | Färöer                  | 50                 | 80                                | –                  | 50         | 80                                |                       |                  |
| Finnland                | Finnland                | 50                 | 80/100                            | 120                | 50         | 80                                | 80                    |                  |
| Frankreich              | Frankreich              | 50                 | 80 (90)/110 (100)                 | 110/130            | 50         | 80 (>3,5 t zGG d. Z.)             | 90 (>3,5 t zGG d. Z.) |                  |
| Griechenland            | Griechenland            | 50                 | 90                                | 130                |            | 80                                | 80                    |                  |
| Gronland                | Grönland                | 50                 | 80                                | –                  | 50         | 80                                |                       |                  |
| Irland                  | Irland                  | 50                 | 60/100                            | 120                |            | 80                                | 80                    |                  |
| Island                  | Island                  | 50                 | 80/90                             | –                  | 50         | 80                                | –                     |                  |
| Isle of Man             | Isle of Man             | 48*                | ∞                                 | –                  | 48*        | ∞                                 | –                     |                  |
| Italien                 | Italien                 | 50                 | 90/110/130                        | 110/130            | 50         | 70                                | 80                    |                  |
| Kroatien                | Kroatien                | 50                 | 90/110                            | 130                |            | 80                                | 90                    |                  |
| Lettland                | Lettland                | 50                 | 90                                | –                  |            | ?                                 | ?                     |                  |
| Liechtenstein           | Liechtenstein           | 50                 | 80/100                            | –                  |            |                                   |                       |                  |
| Litauen                 | Litauen                 | 50                 | 90/110                            | 130                | 50         | 80/90                             | 90                    |                  |
| Luxemburg               | Luxemburg               | 50                 | 90/110                            | 110/130            | 50         | 90/75                             | 90/75                 |                  |
| Malta                   | Malta                   | 50                 | 80                                | –                  |            | 60                                |                       |                  |
| Monaco                  | Monaco                  | 50                 | –                                 | –                  |            |                                   |                       |                  |
| Montenegro              | Montenegro              | 50                 | 80/100                            | 100/130            |            |                                   |                       |                  |
| Niederlande             | Niederlande             | 50                 | 80/100                            | 100 /130           |            | 80                                | 90                    |                  |
| Nordmazedonien          | Nordmazedonien          | 50                 | 80                                | 130                |            |                                   |                       |                  |
| Norwegen                | Norwegen                | 50                 | 80                                | 80                 |            | 80/60                             | 80/60                 |                  |
| Osterreich              | Österreich              | 50                 | 100                               | 130                | 50         | 100 /80 /70 /80                   | 100 /80               |                  |
| Polen                   | Polen                   | 50/60              | 90/100/120                        | 140                |            | 70                                | 80                    |                  |
| Portugal                | Portugal                | 50                 | 90/100                            | 120                |            | 70/80                             | 100                   |                  |
| Rumänien                | Rumänien                | 50                 | 90/100                            | 130                |            | 80                                | 100                   |                  |
| Russland                | Russland                | 60                 | 90                                | 110                | 60         | 70                                | 90                    |                  |
| San Marino              | San Marino              | 50                 | 70                                | –                  |            |                                   | –                     |                  |
| Schweden                | Schweden                | 40–60              | 70–90/100                         | 110–120            |            | 80                                | 80                    |                  |
| Schweiz                 | Schweiz                 | 50                 | 80/100                            | 120                | 50         | 80/100                            | 80/100                |                  |
| Serbien                 | Serbien                 | 50                 | 80/100                            | 130                |            |                                   |                       |                  |
| Slowakei                | Slowakei                | 50                 | 90/130                            | 130                |            | 90                                | 90                    |                  |
| Slowenien               | Slowenien               | 50                 | 90/110                            | 130                |            | 80                                | 100/80                |                  |
| Spanien                 | Spanien                 | 20/30/50           | 90/100                            | 120                | 20/30/50   | 70/80                             | 80                    |                  |
| Tschechien              | Tschechien              | 50                 | 90/110                            | 130                |            | 80                                | 80                    |                  |
| Ukraine                 | Ukraine                 | 50                 | 90/110                            | 130                |            |                                   |                       |                  |
| Ungarn                  | Ungarn                  | 50                 | 90/110                            | 130                |            | 70                                | 80                    |                  |
| Vereinigtes Konigreich  | Vereinigtes Königreich  | 48*                | 96**/112**                        | 112**              | 48*        | 80*/96**                          | 96**                  |                  |
| Zypern Republik         | Zypern                  | 50                 | 80                                | 100                | 50         | 80                                | 100                   |                  |

Anmerkungen zur Tabelle
1. ↑  In vielen europäischen Ländern sind Tempo-30-Zonen in Wohngebieten bekannt.
2. ↑  bei baulich getrennten Fahrbahnen oder bei mindestens zwei markierten Fahrstreifen je Richtung keine festgelegte Höchstgeschwindigkeit, sondern Richtgeschwindigkeit 130 km/h
3. ↑  keine Geschwindigkeitsbegrenzung, die Richtgeschwindigkeit beträgt 130 km/h; Haftungsteilung bei Unfällen, wenn Fahrer schneller als 130 km/h war, siehe BGH-Urteil vom 17. März 1992 – VI ZR62/91
4. 1 2  unter bestimmten Voraussetzungen auf Kraftfahrstraßen und Autobahnen, die eine Begutachtung durch den TÜV erfordern (vgl. Pferdeanhänger)
5. 1 2  Wohnmobile ab 1,8 t: 80 km/h
6. ↑  mehrspurige Straßen
7. 1 2 3 4 5 6 7  bei Regen
8. 1 2  Gilt für Gespanne mit zulässiger Gesamtmasse des Zuges von mehr als 3,5 t. Leichtere Gespanne werden wie Pkw behandelt, siehe Article R413-2 und Article R413-8 Code de la route.
9. ↑  für Motorräder 80 km/h
10. ↑  für Motorräder 90 km/h
11. ↑  Slower Speed, Safer Roads
12. ↑  auf Nationalstraßen
13. ↑  bei befestigter (asphaltierter) Fahrbahndecke: 90 km/h; auf Schotteroberflächen: 80 km/h
14. ↑  für Motorräder 110 km/h
15. 1 2  von Oktober bis März gilt 100 km/h auf Schnellstraßen und 110 km/h auf Autobahnen
16. ↑  einige norwegische Schnellstraßen mit 90 km/h beschildert
17. ↑  einige norwegische Autobahnen mit bis zu 110 km/h beschildert, siehe hier
18. ↑  in Norwegen mit ungebremstem Anhänger ab 300 kg Masse 60 km/h, siehe § 13 Abs. 5 trafikkregler
19. ↑  in Norwegen mit ungebremstem Anhänger ab 300 kg Masse 60 km/h auch auf Autobahnen, siehe § 13 Abs. 5 trafikkregler
20. ↑  PKW mit leichtem Anhänger
21. ↑  wenn ein schwerer Anhänger gezogen wird und die Summe der zulässigen Gesamtmassen 3,5 t nicht übersteigt
22. ↑  außerorts, wenn ein schwerer Anhänger gezogen wird und die Summe der zulässigen Gesamtmassen 3,5 t übersteigt
23. ↑  auf Schnellstraßen (Autostraßen), wenn ein schwerer Anhänger gezogen wird und die Summe der zulässigen Gesamtmassen 3,5 t übersteigt
24. 1 2  PKW mit leichtem Anhänger oder mit schwerem Anhänger, wenn die Summe der zulässigen Gesamtmassen 3,5 t nicht übersteigt
25. 1 2  wenn ein schwerer Anhänger gezogen wird und die Summe der zulässigen Gesamtmassen 3,5 t übersteigt
26. ↑  50 km/h von 5 bis 23 Uhr, 60 km/h von 23 bis 5 Uhr
27. ↑  auf einbahnigen Kraftfahrstraßen und zweibahnigen Straßen mit mindestens zwei Fahrstreifen in jeder Fahrtrichtung 100 km/h; auf zweibahnigen Kraftfahrstraßen mit mindestens zwei Fahrstreifen in jeder Fahrtrichtung 110 km/h; sonst 90 km/h. Zum 1. Januar 2011 wurde eine Erhöhung auf 120 km/h beschlossen
28. ↑  Erhöhung auf 140 km/h ab 2011 beschlossen, siehe hier
29. ↑  LKW und Gelenkbusse: 80 km/h; Reisebusse: 100 km/h
30. 1 2  leichte Motorwagen mit Anhänger auf Autostrassen und Autobahnen, sofern die Gesamtmasse des Anhängers 3,5 t nicht übersteigt
31. ↑  Erhöhung auf 160 km/h auf einigen Strecken geplant, siehe hier
32. 1 2  es gilt eine generelle Geschwindigkeitsbegrenzung auf 30 km/h; 20 km/h auf Straßen mit nur einer Spur für beide Richtungen; 50 km/h auf Straßen mit mehr als einer Spur pro Fahrtrichtung; vor dem 11. Mai 2021 galt innerorts allgemein eine zulässige Geschwindigkeit von 50 km/h, davor, bis Ende 1983, waren es 60 km/h
33. ↑  Aufgrund des Ölpreisanstiegs erfolgte in der Zeit vom 7. März 2011 bis zum 30. Juni 2011 eine temporäre Absenkung auf 110 km/h. Siehe hier
34. 1 2 3 4 5 6  Geschwindigkeiten, die aus der Umrechnung von mph nach km/h stammen, sind mit Sternchen markiert. Geschwindigkeiten, die mit nur einem Sternchen markiert sind, wurden in Übereinstimmung mit der kaufmännischen Rundung abgerundet, während Geschwindigkeiten, die mit zwei Sternchen markiert sind, entgegen der kaufmännischen Rundung abgerundet wurden.

#### Deutschland
Zur Situation in Deutschland siehe Zulässige Höchstgeschwindigkeit im Straßenverkehr (Deutschland).

#### Österreich
Unabhängig vom Transportmittel gelten im Straßenverkehr besondere Höchstgeschwindigkeiten für Großviehtransporte: 50/70/80/80. Als Großvieh gelten: Pferde, Esel, Maultiere, Rinder, Schafe, Ziegen und Schweine (auch bei Privattransporten).
In Autobahntunneln mit Gegenverkehr sind oder waren typisch per Beschilderung 80 km/h erlaubt, in Autobahntunneln ohne Gegenverkehr 100 km/h. Diese im Vergleich zu Landstraße (100 km/h) und Autobahn im Freien (130 km/h) deutlich niedrigeren Geschwindigkeiten sind dem engen Raum in Tunneln geschuldet.
Auf einigen Autobahnen (A 10, A 12, A 13, A 14) gelten seit dem 1. Dezember 1989 zusätzliche, nächtliche Geschwindigkeitsbegrenzungen zwecks Lärm- und Schadstoffreduzierung: Fahrzeuge über 7,5 t: 60 km/h (ausgenommen Omnibusse: 90 km/h), alle übrigen Kfz: 110 km/h.

#### Schweiz und Liechtenstein
- Zur Situation in der Schweiz siehe Strassensystem in der Schweiz und in Liechtenstein#Geschwindigkeitsbeschränkungen in der Schweiz.
- Zur Situation in Liechtenstein siehe Strassensystem in der Schweiz und in Liechtenstein#Geschwindigkeitsbeschränkungen in Liechtenstein.

#### Frankreich
Seit Juli 2018 ist auf Landstraßen eine Geschwindigkeit von 80 km/h (bis dahin 90 km/h) zulässig. Ziel der niedrigeren Geschwindigkeit war eine Senkung der Zahl der Verkehrsopfer, aber viele Autofahrer glaubten, dass die Regierung die Staatskasse mit Bußgeldern speisen wollte. In ländlichen Gebieten protestierten Gelbwesten mit Straßensperren und Zerstörung zahlreicher Geschwindigkeitskameras gegen diese Geschwindigkeitsbeschränkung, die als »Unsinn der Pariser Elite« und »Diebstahl unserer kostbaren Zeit« gesehen wurde. Seit Juni 2019 dürfen die Behörden von Städten und Départements selbst entscheiden, welche Geschwindigkeit als sicher gilt. Seitdem werden lange und gerade Landstraßen zunehmend wieder mit der alten Höchstgeschwindigkeit von 90 km/h beschildert. Grundsätzlich gilt weiterhin eine Höchstgeschwindigkeit von 80 km/h.

#### Belgien
Die Staatsgliederungsreformen in Belgien führten dazu, dass die Höchstgeschwindigkeit in Belgien nicht mehr national einheitlich festgeschrieben ist. Seit 2017 unterliegt Verkehrsgesetzgebung nicht mehr der föderalen Regierung. Stattdessen sind die Regionalregierungen dafür zuständig, ihre eigenen Geschwindigkeitsbegrenzungen festzulegen. Weil die Brüsseler Regionalregierung das recht spät verstanden hatte, kam es zur absurden Situation, dass es in der Region Brüssel-Hauptstadt eine Woche keine gesetzlich festgelegte Höchstgeschwindigkeit gab, bis eine Notregelung getroffen wurde. Teile der Autobahnen A12 und E40, die direkt in die Region Brüssel-Hauptstadt hineinführen, wurden zu Stadtstraßen herabgestuft, wobei die Höchstgeschwindigkeit von 120 auf 50 km/h reduziert wurde. Auf der Autobahn R0 um Brüssel herum wurde die zulässige Geschwindigkeit auf Abschnitten, wo vorher 120 km/h erlaubt war, auf 100 km/h begrenzt. Ab 2021 wurde in der ganzen Region Brüssel-Hauptstadt eine Höchstgeschwindigkeit von 30 km/h verordnet, die nur auf den Hauptverkehrsachsen ausnahmsweise auf 50 km/h angehoben wird. Elke Van den Brandt, Verkehrsministerin der Region Brüssel-Hauptstadt, war im Januar 2022 sehr zufrieden darüber, dass sich die Unfallzahlen in Brüssel deutlich verringert haben.
Die meisten Straßen in Flandern sind von Häusern und Gebäuden umsäumt. Bis zur Gesetzänderung waren die Landstraßen in der dichtbesiedelten Region Flandern von einem Schilderwald geprägt, der vielfach 70 km/h ›ausnahmsweise‹ als Höchstgeschwindigkeit festlegte. Seit 2017 ist es in Flandern genau andersherum geregelt: Die generelle Höchstgeschwindigkeit wurde auf 70 km/h gesenkt, die überflüssig gewordenen 70-km/h-Schilder wurden fast alle entfernt und nur einige wenige Landstraßen, die durch offenes Ackerland oder Waldgebiete führen, haben ausnahmsweise eine ausgeschilderte Höchstgeschwindigkeit von 90 km/h. Diese nur in Flandern geltende Gesetzesänderung wurde in den Nachbarländern erst breit bekannt, als die ersten Bußgelder kamen, oft zeitgleich mit Einführung der streckenbezogenen Geschwindigkeitsüberwachung.
In Wallonien sind deutlich mehr Straßen von Ackern und Wäldern umsäumt. Deswegen hat man auf den Landstraßen in Wallonien die alte generelle Höchstgeschwindigkeit von 90 km/h beibehalten, die nur an Gefahrenstellen auf 70 km/h beschränkt wird. Nach der Änderung der Gesetze mussten an den Grenzen der Regionen zahlreiche neue Geschwindigkeitsschilder für Flandern und Wallonien aufgestellt werden, auch an den kleinsten Gassen, die noch mit Kraftfahrzeugen befahrbar sind. Die alten Geschwindigkeitsschilder an den Außengrenzen für Gesamtbelgien sollten abgebaut werden.

#### Niederlande
In den Niederlanden wurde nach einer erfolgreichen Klage der Stiftung Urgenda die Regierung gerichtlich dazu verpflichtet, wirksame Maßnahmen zur Reduktion der Emissionen zu ergreifen, woraufhin die zulässige Höchstgeschwindigkeit auf Autobahnen seit dem 16. März 2020 von 6:00 bis 19:00 Uhr auf 100 km/h gesenkt wird. Außerhalb dieser Zeit bleibt es bei der seit 2012 zulässigen Geschwindigkeit von 130 km/h (zuvor galten 120 km/h). Einige niederländische Autobahnstrecken sind zwischen 19:00 bis 6:00 Uhr noch auf 120 km/h oder 100 km/h beschränkt, etwa weil der Ausbaustandard keine 130 km/h zulässt oder weil sie durch Naturschutzgebiete verlaufen. Seit dem 14. April 2025 hat das Kabinett Schoof auf einigen Autobahnabschnitten das Tempolimit auch am Tag wieder auf 130 km/h erhöht.

#### Vereinigte Staaten von Amerika

Zulässige Höchstgeschwindigkeiten in den USA

In den USA gilt je nach Bundesstaat auf Interstate Highways (vergleichbar Autobahnen) eine Höchstgeschwindigkeit zwischen 89 und 137 km/h (55 bis 85 mph). Auf „normalen“ Highways (vergleichbar Landstraßen) sind 89 km/h (55 mph), teilweise auch 105 km/h (65 mph), erlaubt. Es gibt je nach Bundesstaat und teilweise je nach County unterschiedliche zulässige Höchstgeschwindigkeiten.

#### Kanada
In Kanada ist je nach Provinz auf Highways eine Geschwindigkeit von 100 oder 110 km/h zulässig. Die Geschwindigkeiten sind in km/h ausgeschildert. Auf der Coquihalla Highway in British Columbia sind 120 km/h erlaubt. Eine Erweiterung dieser zulässigen Höchstgeschwindigkeit von 120 km/h wurde 2021 erneut vorgeschlagen, nachdem die zulässige Geschwindigkeit auf einigen Straßenabschnitten bereits 2014 auf 120 km/h angehoben und 2018 rückgängig gemacht worden war.

#### Weitere Länder
- In Australien gilt eine Höchstgeschwindigkeit von 100, 110 oder 120 km/h auf Highways, Freilandstraßen haben eine von 80 km/h. Im Northern Territory gab es bis 2007 außerorts keine generelle Geschwindigkeitsbegrenzung, seitdem gilt jedoch 110 oder 130 km/h.[37]
- In Brunei sind auf Autobahnen 100 km/h, auf Freilandstraßen 80 km/h und innerorts 50 km/h zulässig.
- In der Volksrepublik China gilt seit 1. Mai 2004 auf Autobahnen eine Begrenzung auf 120 km/h, vorher lag sie bei 110 km/h. Autostraßen (kuaisu gonglu) haben meistens eine Begrenzung auf 100 km/h. Freilandstraßen (China National Highways, die aber keine Autobahnen sind) haben eine erlaubte Höchstgeschwindigkeit von 80 km/h.
- Im Iran gelten innerorts 50 km/h. Auf Stadtautobahnen 110 km/h, falls nicht anders beschildert. Auf Landstraßen mit Gegenverkehr tagsüber 95 km/h, nachts 85 km/h, ohne Gegenverkehr 110 km/h. Auf Autobahnen sind 120 km/h, für Busse und Lkw 110 km/h zulässig.
- In Namibia gelten innerorts 60 km/h, auf befestigten Straßen außerhalb von Ortschaften 120 km/h, auf unbefestigten Straßen außerhalb von Ortschaften 100 km/h. Für Lastkraftwagen gelten außerorts 80 km/h, für Busse 100 km/h.
- In Neuseeland gelten 50 km/h innerorts und 100 km/h auf Landstraßen und Autobahnen, auf einigen Autobahnabschnitten auch 110 km/h. Fahrschüler dürfen generell maximal 70 km/h fahren. Lastwagen haben eine erlaubte Höchstgeschwindigkeit von 90 km/h, Schulbusse von 80 km/h.
- In Peru gilt auf der Autobahn (Panamericana in Lima) 120 km/h, auf Landstraßen 80 km/h und in Ortschaften 30 km/h.
- In Südafrika gelten innerorts 60 km/h, außerhalb von Ortschaften 100 km/h und auf Autobahnen 120 km/h.
- In Südkorea gilt auf Autobahnen derzeit 110 km/h. Jedoch plant die koreanische Regierung ein Projekt zur Etablierung eines „intelligenten Autobahnsystems der nächsten Generation“, auf der man zukünftig mit bis zu 160 km/h sicher und mit weniger Lärm fahren können soll. Dazu sollte bis zum Jahr 2016 eine 30 km lange Teststrecke gebaut werden.[38]
- In Thailand gilt innerorts eine Höchstgeschwindigkeit von 50 km/h, außerorts von 90 km/h und auf Autobahnen bis 120 km/h.
- In den Vereinigten Arabischen Emiraten sind auf Autobahnen 120 km/h, auf Freilandstraßen 80 km/h und innerorts 60 km/h zulässig.

### Straßen ohne generelle Geschwindigkeitsbegrenzung
In fast allen Staaten gibt es eine generelle Geschwindigkeitsbegrenzung für alle Straßentypen. Auf einigen Straßen wurde jedoch bis heute keine generelle Geschwindigkeitsbegrenzung eingeführt. Das wohl bekannteste Beispiel sind die Autobahnen in Deutschland. Außer Deutschland gibt es weltweit vier weitere Länder ohne generelle Geschwindigkeitsbegrenzung: Haiti, Mauretanien, Nordkorea und Somalia.
Auf der Isle of Man besteht außerorts auch auf Nebenstraßen keine Geschwindigkeitsbegrenzung. Ein Ende 2004 eingebrachter Vorschlag zur Einführung von Geschwindigkeitsbegrenzungen stieß auf überwiegende Ablehnung und wurde nicht weiter verfolgt.
In Tibet und im Northern Territory in Australien gab es bis 2007 keine generelle Geschwindigkeitsbegrenzung, wie auch im US-amerikanischen Bundesstaat Montana von 1995 bis 1999. Die Verkehrsteilnehmer waren – wie etwa auf deutschen Autobahnen auch – trotzdem verpflichtet, „vernünftig“ zu fahren. Es lag im Ermessensspielraum der Behörden, Bußen trotz fehlender Schilder zu verhängen; die Grenze hierfür lag oftmals bei 90 mph (145 km/h).
Ruanda besaß bis 2001 ebenfalls keine Geschwindigkeitsbegrenzung. 1996 zählte Ruanda zu den Ländern mit der geringsten Verkehrssicherheit weltweit, die Gründe hierfür waren allerdings sehr vielfältig. Es war normal, geltende Verkehrsregeln nicht zu beachten, und das Fahren unter Einfluss von Drogen, insbesondere Alkohol, war vergleichsweise häufig. Das gesamte Straßennetz befand sich zudem in einem desolaten Zustand. Im Zuge eines umfassenden Programms zur Verbesserung dieser Situation wurden 2001 auch Geschwindigkeitsbegrenzungen – 40 km/h innerorts und 80 km/h über Land – eingeführt.

### Geschichte von Geschwindigkeitsbegrenzungen

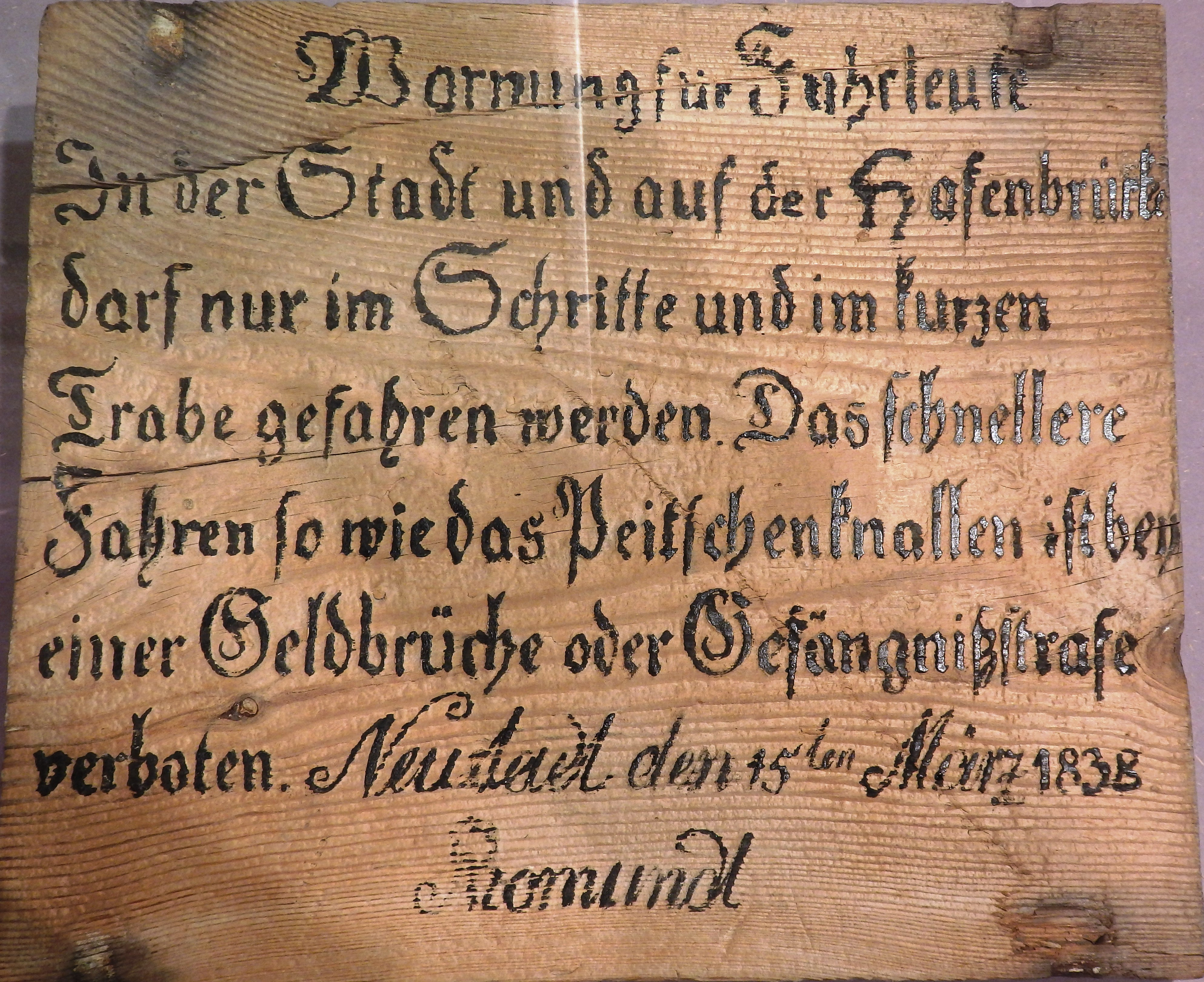
Geschwindigkeitsbegrenzung für Fuhrwerke, Jahr 1838, Stadt Neustadt/Holstein

Geschwindigkeitsbegrenzungen entstanden lange vor der Erfindung des Automobils. Bereits für Pferdegespanne wurde die Geschwindigkeit auf Schritt- oder Trabgeschwindigkeit begrenzt (siehe Foto rechts mit Beispiel aus dem Jahr 1838). Das Kreisamtsblatt Regensburg berichtete, dass im April 1847 »4 Personen Strafen wegen zu schnellen Reitens oder Fahrens mit der Kutsche« kassiert hätten. Eine im Februar 1853 in der Ortschaft Woodville/Mississippi herausgegebene Verordnung stellte innerorts alles schneller als Pferdetrab unter Strafe („Penalty for driving faster than a trot or pace“). Das Strafmaß betrug maximal 5 US-Dollar.
In der Anfangszeit des Automobils hatten die meisten Staaten keine entsprechenden Regelungen. Stattdessen gab es in einigen Gegenden Regelungen zum wirtschaftlichen Schutz der klassischen Pferdegespanne, welche Automobile auf selbst für die damalige Zeit sehr niedrige Geschwindigkeiten begrenzten, mit denen sie wirtschaftlich nutzlos waren. Erst im Laufe der Zeit wurden diese Begrenzungen aufgehoben. In Großbritannien galt von 1865 bis 1896 der Red Flag Act, der die Geschwindigkeit von Kraftfahrzeugen (damals Dampfwagen) auf 2 mph (3,2 km/h) innerorts und 4 mph (6,4 km/h) außerorts beschränkte.

#### Deutschland
Im Jahr 1909 erließ der deutsche Kaiser das erste Kraftfahrgesetz für das Deutsche Reich, Vorläufer der Straßenverkehrsordnung und Straßenverkehrszulassungsordnung. Es galt ab 1910 für Fahrzeuge bis 5,5 Tonnen innerorts eine Geschwindigkeitsbegrenzung von 15 km/h. Ab dem 1. März 1923 war per Reichsverordnung innerorts eine Geschwindigkeit von 30 km/h erlaubt. Diese konnte die höhere Verwaltungsbehörde auf 40 km/h erhöhen. Die erste Reichsstraßenverkehrsordnung von 1934 hob zwischenzeitlich alle Geschwindigkeitsbeschränkungen auf. 1939 wurden erneut Beschränkungen eingeführt, gültig auch auf den neuen Autobahnen. Es galten fortan 40 km/h in geschlossenen Ortschaften; außerhalb 80 km/h für Pkw und 60 km/h für Lastwagen und Busse.
Die Bundesrepublik Deutschland hob diese Regelungen teilweise wieder auf: Vom 23. Januar 1953 bis zum 31. August 1957 gab es keine Geschwindigkeitsbeschränkungen für Personenwagen und Motorräder. Erst zum 1. September 1957 wurde innerorts eine Geschwindigkeitsbegrenzung von 50 km/h eingeführt. Über eine weitergehende Beschränkung auf 30 km/h innerorts wird regierungsseitig seit 1983 diskutiert (Höcherl-Kommission).

#### Österreich
Bis in die frühen 1970er Jahre bestand in Österreich keine generelle Geschwindigkeitsbegrenzung, weder auf Freilandstraßen noch auf Autobahnen. Im Angesicht der ersten Ölkrise 1973 wurde im Herbst 1973 auf Freilandstraßen eine Begrenzung auf maximal 100 km/h eingeführt. Im Mai 1974 folgte dann die heute gültige Geschwindigkeitsbegrenzung von 130 km/h auf Autobahnen.
2006 wurde auf der Tauern-Autobahn ein Versuch mit 160 km/h gestartet, aber nach wenigen Monaten wieder beendet. Variable Geschwindigkeitsanzeigen erlaubten bei guten Wetter- und Verkehrsverhältnissen bis zu 160 km/h, bei schlechtem Wetter aber auch nur 80 km/h. Heute sind dort wieder 130 km/h zulässig, das Thema 160 km/h wird in Österreich derzeit nicht mehr verfolgt. Zwischen August 2018 und Februar 2020 wurde auf zwei Teststrecken auf der A1 (Westautobahn) 140 km/h als Höchstgeschwindigkeit getestet.

#### Spanien
Spanien hat als erstes Land der Welt mit dem 11. Mai 2021 eine allgemeine Geschwindigkeitsbeschränkung auf 30 km/h innerorts eingeführt. Lediglich auf Straßen mit mehreren Spuren für eine Richtung bleibt die Begrenzung auf 50 km/h erhalten. Auf Straßen ohne festgelegte, einzelne Fahrspuren hingegen gilt eine Beschränkung auf 20 km/h. Dies gilt zum Beispiel für typische Straßen in Wohngebieten ohne Fahrbahnmarkierungen zum Trennen zweier Richtungsfahrspuren.

#### Andere Staaten

Generelle Geschwindigkeitsbegrenzung in San Marino

1985 lag in mehreren europäischen Staaten die Geschwindigkeitsbeschränkung innerorts noch bei 60 km/h: Belgien, Bulgarien, Tschechoslowakei, Dänemark, Frankreich, Jugoslawien, Luxemburg, Polen, Portugal, Rumänien, Spanien und Ungarn. In der Schweiz war diese Beschränkung bis Ende 1983 gültig.
Die Slowakei senkte im Februar 2009 und Serbien im Dezember 2009 die bis dato innerorts geltende Geschwindigkeitsbegrenzung von 60 auf 50 km/h.
Immer wieder wurde in einigen Ländern eine Erhöhung der zulässigen Geschwindigkeit auf Autobahnen diskutiert bzw. in Versuchen erprobt, in einzelnen Staaten wurde die Höchstgeschwindigkeit auf Autobahnen oder auf ausgewählten Strecken daraufhin erhöht:
- In Dänemark sind seit April 2004 auf etwa zwei Dritteln der Autobahnen 130 statt 110 km/h erlaubt.[48]
- In Italien wurde 2013 auf einigen dreispurigen Autobahnen mit Seitenstreifen die zulässige Geschwindigkeit per Beschilderung von 130 auf 150 km/h erhöht.[49] Sonst gilt landesweit 130 km/h auf den Autobahnen.[50]
- In den Niederlanden wurde nach einer einjährigen Testphase auf einigen Autobahnabschnitten die Höchstgeschwindigkeit generell von 120 auf 130 km/h angehoben. Dies betrifft ungefähr die Hälfte des Autobahnnetzes.[51] Ab März 2020 gilt tagsüber (6–19 Uhr) eine grundsätzliche Geschwindigkeitsbegrenzung auf 100 km/h.
- In Polen wurde zum 1. Januar 2011 die Höchstgeschwindigkeit auf Autobahnen von 130 auf 140 km/h angehoben, auf autobahnähnlichen Schnellstraßen von 110 auf 120 km/h.[52]
- In Schweden wurden ab September 2008 auf rund 300 km Autobahn 120 km/h eingeführt. Auf vielen regionalen Landstraßen (mehr als 5000 km) war die Höchstgeschwindigkeit dagegen 2008 bis 2009 von 90 auf 80 km/h gesenkt.[53]
- In Tschechien wird voraussichtlich ab Oktober 2025 das Tempolimit auf ausgewählten Autobahnabschnitten von 130  km/h auf 150  km/h erhöht. Umgesetzt werden soll dies vorerst auf einem ca. 50 Kilometer langen Abschnitt der D3 zwischen Tábor und České Budějovice. Die Geschwindigkeit soll in Abhängigkeit von Wetter und Verkehrsbelastung über Wechselverkehrszeichen geregelt werden. Bei positiven Erfahrungen soll eine Ausweitung von Tempo 150 auch auf der D1 (Abschnitt Přerov - Ostrava) und die D11 (Abschnitt Kolín - Jaroměř) erfolgen.[54]
- Die Ukraine setzte im März 2009 die zulässige Höchstgeschwindigkeit außerorts (ohne Autobahnen) von 90 auf 110 km/h hoch.
- Im Vereinigten Königreich brachte der Politiker Philip Hammond 2011 eine Anhebung der seit 1965 geltenden Begrenzung auf 70 mph (etwa 112 km/h) auf 80 mph (rund 128 km/h) auf Autobahnen ins Gespräch, der Vorschlag wurde aber nicht umgesetzt.[55]
- Israel hat im Januar 2011 seine Höchstgeschwindigkeit auf einigen Schnellstraßen auf bis zu 110 km/h erhöht, mit der Begründung, dass das israelische Straßennetz dies aufgrund seiner Fortschritte in puncto Sicherheit erlaube.
- Im US-Bundesstaat Texas wurde im Oktober 2012 die zulässige Höchstgeschwindigkeit eines Schnellstraßenabschnitts auf umgerechnet 137 km/h (85 mph) angehoben. Dies betrifft bislang nur einen 66 km langen Teil des mautpflichtigen State Highway 130, der in Höhe der Stadt Austin als Umgehung fungiert und den vorhandenen Interstate Highway 35 entlasten soll. In Texas ist somit die zurzeit höchste in den USA legal zu fahrende Geschwindigkeit vorzufinden.[56]

### Durchsetzung von Geschwindigkeitsbegrenzungen

#### Ausschilderung
Über generelle hinausgehende Geschwindigkeitsbegrenzungen werden durch entsprechende Zeichen angezeigt. Fast überall auf der Welt wird hierzu ein kreisrundes Schild mit rotem Rand benutzt, welches auch im Wiener Übereinkommen über Straßenverkehrszeichen vorgesehen ist. In den Vereinigten Staaten und Kanada werden jedoch viereckige Zeichen verwendet.
Während in den meisten Ländern die Geschwindigkeitsbegrenzungen in km/h angezeigt werden, werden sie in Großbritannien und in den USA in Meilen pro Stunde (mph) angegeben. Da Großbritannien dieselben Schilder wie das europäische Festland benutzt, kommt es bei Kontinentaleuropäern gelegentlich durch den fehlenden Hinweis auf die Maßeinheit zu Irritationen. Die Geschwindigkeit wird in der Regel als ganzes Vielfaches von fünf oder zehn angegeben, im deutschsprachigen Raum sind Zehnerschritte üblich.
Die Zeichen können durch unterhalb angebrachte Zusatzschilder in ihrer Gültigkeit beschränkt werden, so dass es z. B. nur bei nasser Fahrbahn gilt. Eine Beschilderung kann entweder dauernd oder zeitlich begrenzt – etwa an Baustellen – sein. Zusätzlich zu den Tafeln können Geschwindigkeitsbegrenzungen auch noch direkt auf der Fahrbahn markiert werden. Sie haben aber nur Hinweis- oder Erinnerungscharakter und sind gesetzlich nicht bindend.
Besondere Geschwindigkeitsbegrenzungen werden im europäischen Raum durch die Zeichen „Ende der zulässigen Höchstgeschwindigkeit“, „Ende sämtlicher Streckenverbote“ oder durch ein anderes geschwindigkeitsregelndes Verkehrsschild (z. B. Ortsschilder) aufgehoben. In einigen Ländern wie der Tschechischen Republik endet eine Geschwindigkeitsbegrenzung ebenso wie Verbote an der nächsten Kreuzung oder Einmündung.
In Deutschland, Österreich und der Schweiz kann alternativ eine Geschwindigkeitsbegrenzung auch mit Zeichen „Beginn der Zone mit zulässiger Höchstgeschwindigkeit“ (Deutschland: Zeichen 274.1) angezeigt werden; es wird in diesem Fall mit Zeichen „Ende der Zone mit zulässiger Höchstgeschwindigkeit“ (Deutschland: Zeichen 274.2) aufgehoben. Das in der Schweiz in Ortschaften existierende Zeichen „Generelle Höchstgeschwindigkeit“ hat eine ähnliche Funktion wie das Zonenzeichen. In Schweden gibt es keine Beschilderung mit „Ende der zulässigen Höchstgeschwindigkeit“, nur Beschilderung mit zulässiger Höchstgeschwindigkeit. Der Beginn des Ortsgebietes ist in Schweden auch mit der zulässigen Höchstgeschwindigkeit beschildert.

Beginn der zulässigen Höchstgeschwindigkeit (D)
Ende der zulässigen Höchstgeschwindigkeit (D)
Ende sämtlicher Streckenverbote (D)
Beginn der Zone mit zulässiger Höchstgeschwindigkeit (D, ähnlich in A, CH)
Höchstgeschwindigkeit 50 generell (CH)
Ende Höchstgeschwindigkeit 50 generell (CH)
Höchstgeschwindigkeit 50 mph (USA) (etwa 80 km/h)
Höchstgeschwindigkeit 50 km/h (Kanada)

#### Missachtung und Kontrolle

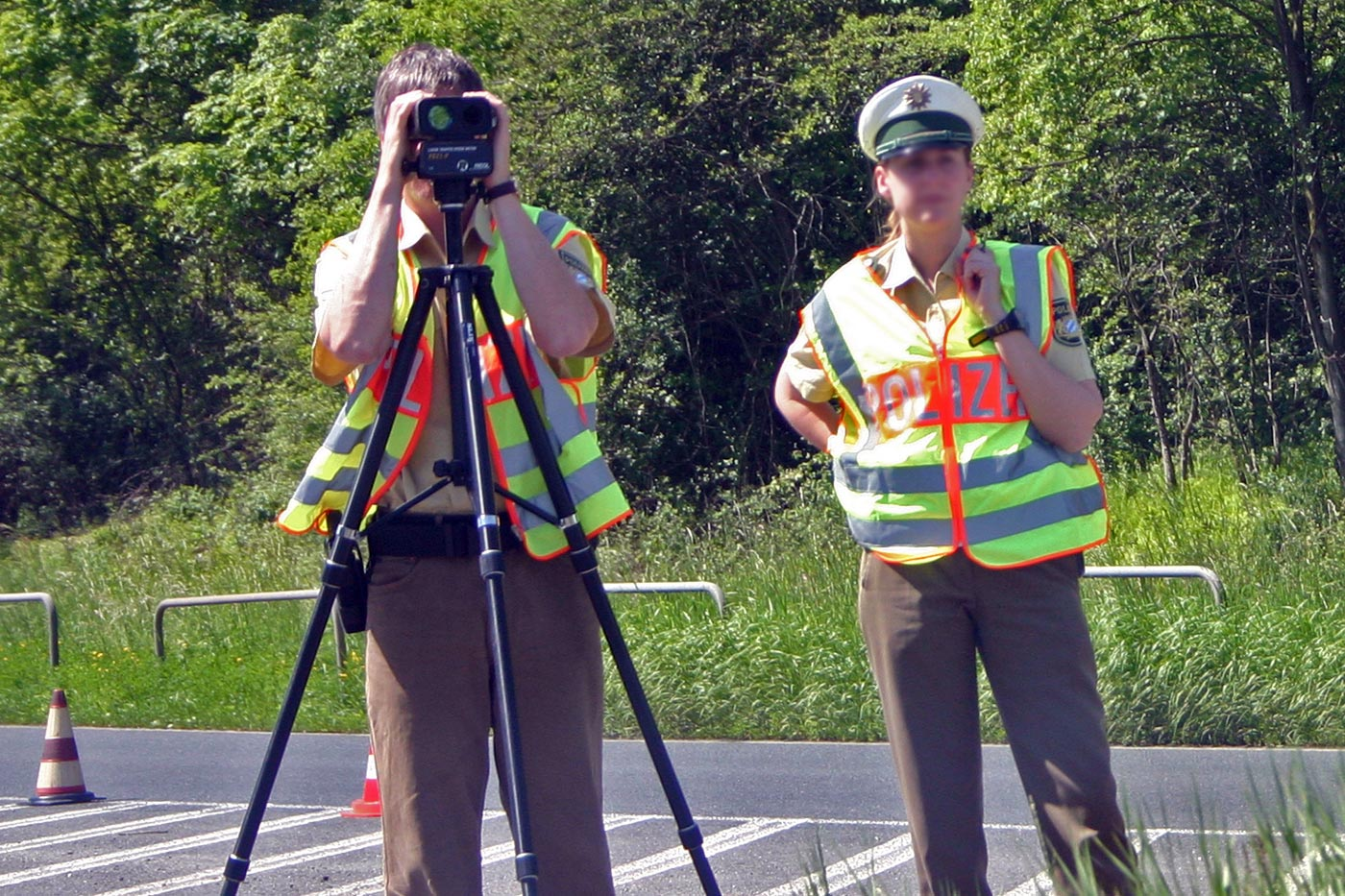
Polizisten bei der Geschwindigkeitsmessung mit einer Laserpistole

Geschwindigkeitsbegrenzungen stoßen bei manchen Verkehrsteilnehmern auf wenig Akzeptanz. Allerdings wird das Fahren mit unerlaubt hoher Geschwindigkeit in vielen Statistiken als häufigste oder zweithäufigste Ursache für tödliche Unfälle aufgeführt.
Um ein Einhalten der Geschwindigkeitsbegrenzung zu gewährleisten sowie zur Ermittlung und Verfolgung von Übertretungen werden im Rahmen der Verkehrsüberwachung Kontrollen durchgeführt. Diese nutzen heute oftmals Hilfsmittel wie Radargeräte, Laserpistolen oder Abschnittskontrollen. In vielen Ländern werden solche Ermittlungen durch die Polizei vollzogen. Um den erzieherischen Effekt gegenüber der Bestrafung in den Vordergrund zu stellen, werden auch Anzeigegeräte aufgestellt, die dem Autofahrer die gefahrene Geschwindigkeit anzeigen.

## Schienenverkehr

### Deutschland

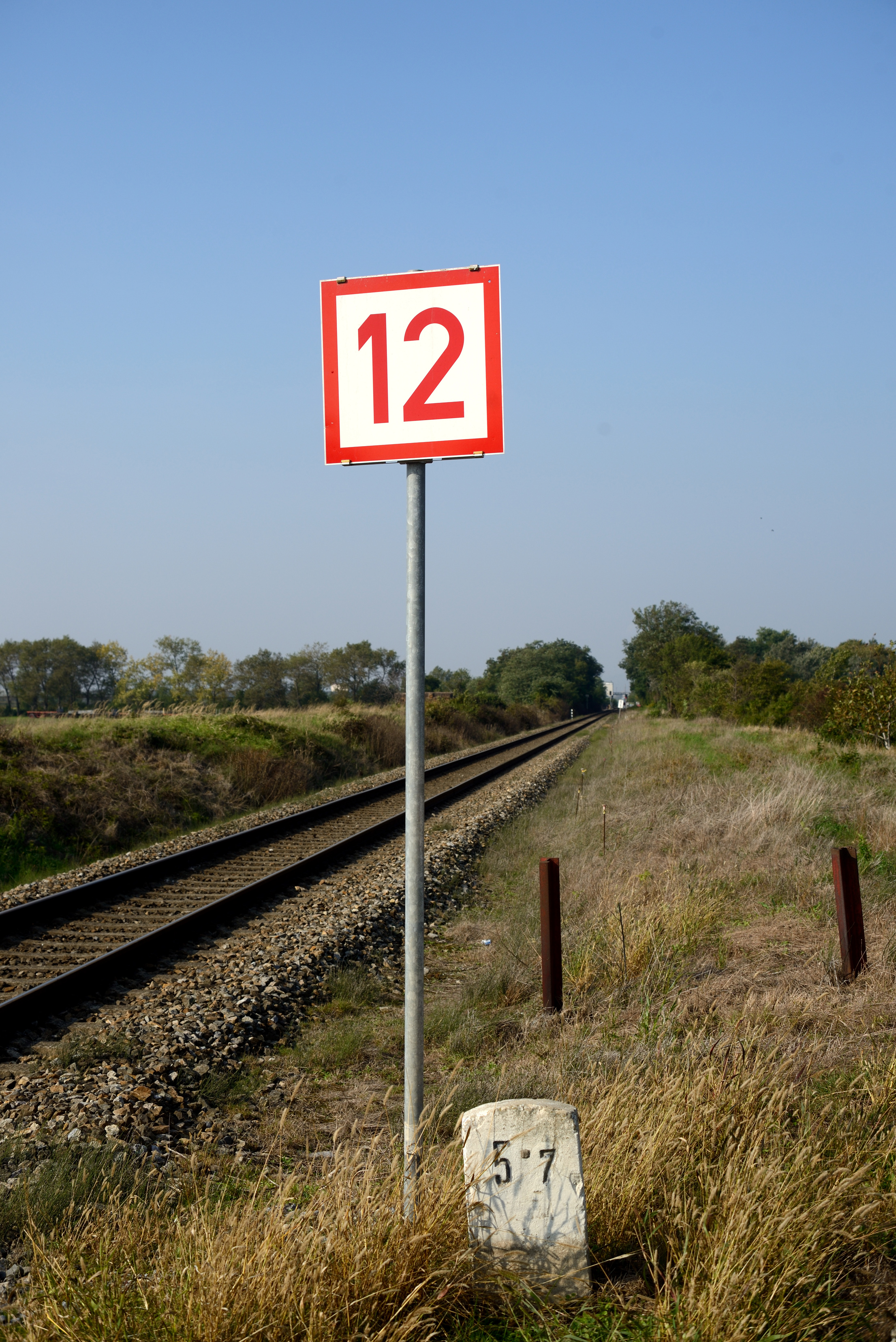
Geschwindigkeitstafel v_{max} 120 km/h bei Kilometer 5,7 an der Marchegger Ostbahn (Österreich)

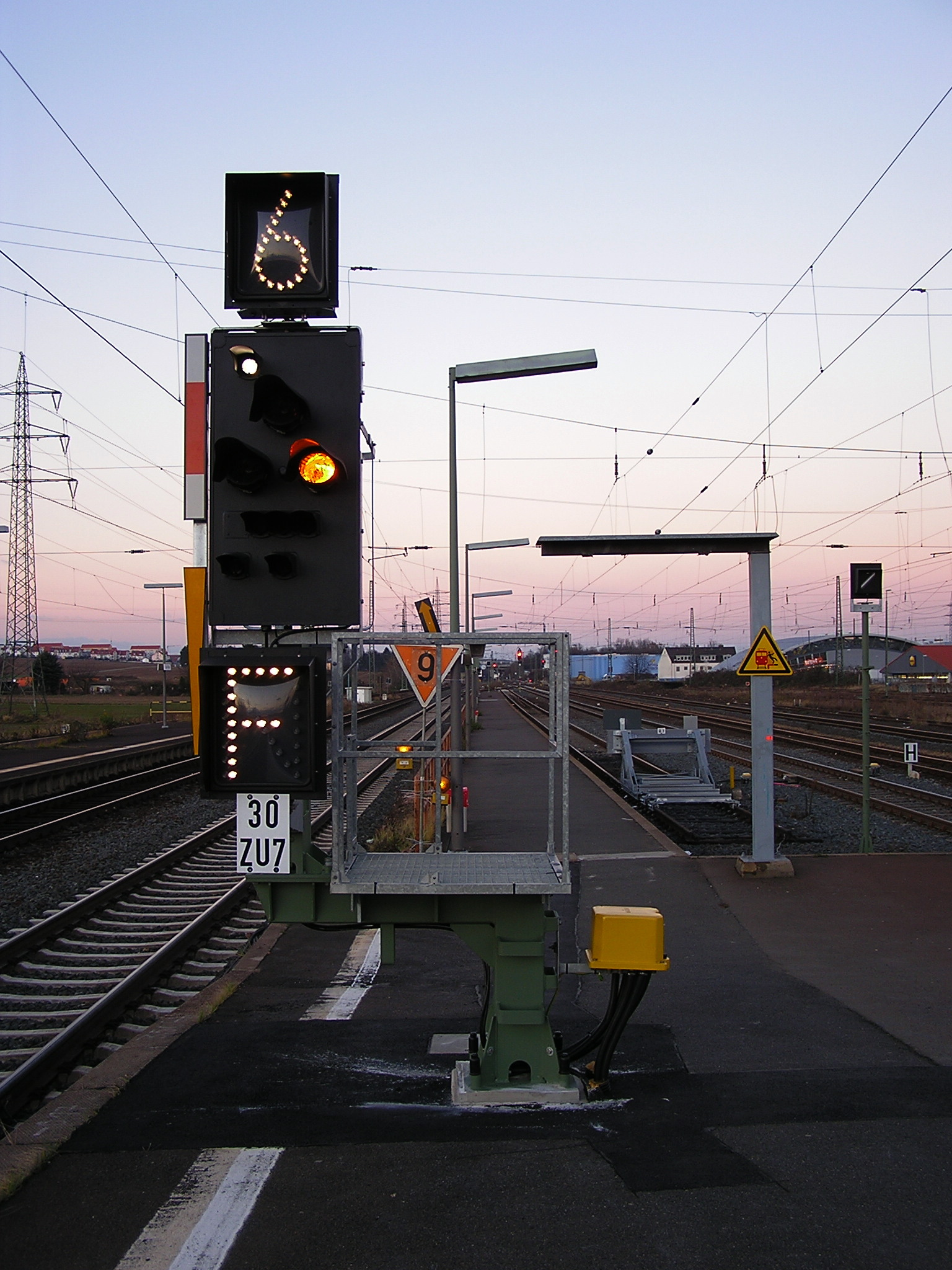
Ein Ks-Signal im Bahnhof Bad Vilbel (Main-Weser-Bahn) zeigt Ks 2 (Fahrt, Halt erwarten) mit Zs 3 „6“ (Geschwindigkeitsbeschränkung auf 60 km/h)

Im Schienenverkehr hängt die zulässige Geschwindigkeit vom Ausbauzustand des Fahrweges, den Fahrzeugeigenschaften und vom Fahrplan ab. Maßgebend ist jeweils der geringste Wert. Nach der deutschen Eisenbahn-Bau- und Betriebsordnung gilt für Reisezüge eine maximal zulässige Geschwindigkeit von 250 km/h und für Güterzüge eine maximal zulässige Geschwindigkeit von 120 km/h. Für die Schnellfahrstrecken Ingolstadt–Nürnberg, Bamberg–Erfurt, Erfurt–Halle/Leipzig, Würzburg–Hannover, Stuttgart–Mannheim sowie Frankfurt Flughafen–Siegburg/Bonn gelten jeweilige Sondergenehmigungen der Landesverkehrsministerien der zu durchfahrenden Bundesländer für den Betrieb mit bis zu maximal 300 km/h.
Streckenseitig begrenzend wirken Bogenradien, die Oberbauform sowie sicherungstechnische Kriterien wie Vorsignalabstände, die Länge der Annäherungsstrecke von Wegübergangssicherungsanlagen sowie das Vorhandensein von Streckenblockanlagen und Zugbeeinflussungseinrichtungen. Grundsätzlich wird die zulässige Höchstgeschwindigkeit einer Zugfahrt global sowie für jeden einzelnen Streckenabschnitt im Buchfahrplan festgelegt. Darüber hinausgehende weitere Einschränkungen wie vorübergehende Langsamfahrstellen werden durch Signale angezeigt oder dem Triebfahrzeugführer durch Befehle mitgeteilt (etwa beim Fahren auf Sicht). Die im abzweigenden Strang von Weichen zulässige Geschwindigkeit hängt vom Bogenradius ab. Sie wird in der Regel durch das deckende Hauptsignal signalisiert und am Vorsignal oder rückgelegenen Hauptsignal vorangekündigt.
Für die Einhaltung der zulässigen Höchstgeschwindigkeit ist der Triebfahrzeugführer verantwortlich. Die zulässige Streckengeschwindigkeit wird den Triebfahrzeugführern durch Geschwindigkeitssignale mitgeteilt, Geschwindigkeitsverringerungen werden zusätzlich im Bremswegabstand vorsignalisiert. Die Geschwindigkeitssignalisierung hatte in der Vergangenheit Lücken, in Deutschland wurde bis in die 1960er Jahre der Beginn einer ständigen Geschwindigkeitsverringerung nicht signalisiert. Diese Lücke wurde durch die Deutsche Reichsbahn in den 1980er Jahren durch das generelle Aufstellen von Eckentafeln Lf 5 geschlossen. Die Deutsche Bundesbahn verzichtete dagegen mit der Einführung der Geschwindigkeitssignale Lf 6 und 7 auf die Signalisierung von Geschwindigkeitserhöhungen. Diese mussten die Fahrzeugführer dem Buchfahrplan entnehmen. Diese letzte Lücke schloss man erst in der zweiten Hälfte der 1990er Jahre. Ein Signal „Ende der Geschwindigkeitsbegrenzung“ gibt es bei Bahnbetrieben üblicherweise nur für vorübergehende Langsamfahrstellen. Ständig geltende Geschwindigkeitsänderungen nach oben werden mit Angabe der neuen zulässigen Geschwindigkeit signalisiert. Die meisten Bahnen haben zudem technische Einrichtungen, die die zulässige Höchstgeschwindigkeit überwachen. Entsprechende Anlagen gingen bei den Preußischen Staatseisenbahnen Anfang des 20. Jahrhunderts in Betrieb. In Deutschland wird die zulässige Höchstgeschwindigkeit heute durch die punkt- (PZB) oder linienförmige Zugbeeinflussung (LZB) überwacht. Mit dem European Train Control System ist ein europaweiter Standard vorgesehen. Bei einer rein streckenseitigen Signalisierung von haltzeigenden Signalen und der punktuellen Beeinflussung der Fahrzeuge mittels PZB/Indusi gilt eine Höchstgeschwindigkeit von 160 km/h. Bei höherer Fahrtgeschwindigkeit muss zwingend eine Führerstandssignalisierung der Signale sowie eine ständige Überwachung der Fahrgeschwindigkeiten erfolgen. Dies geschieht in Deutschland entweder mittels LZB oder ETCS Level 2. Hintergrund ist einerseits der historisch gewachsene, statische Bremswegabstand von 1000 m zwischen Vor- und Hauptsignal, andererseits die menschlichen Grenzen der korrekten optischen Identifizierung von Signalen aus dem fahrenden Fahrzeug bei hohen Geschwindigkeiten.
Bei Vorhandensein von Bahnübergängen gilt ebenso eine Höchstgeschwindigkeit von 160 km/h. Auf Strecken ohne Streckenblock oder ohne wirkende Zugbeeinflussungsanlagen gilt in Deutschland derzeit eine Geschwindigkeitsbegrenzung auf 50 km/h. Für Rangierfahrten gilt in Deutschland eine zulässige Höchstgeschwindigkeit von 25 km/h, bei Ansage des freien Fahrwegs von 40 km/h.
Fahrzeugseitig sind die Auslegung des Laufwerkes, das Bremsvermögen und zusätzlich die Antriebsleistung ausschlaggebend. Außerdem muss der Antrieb die nötigen Drehzahlen verkraften. Die äußerlich auffallende Folge waren die großen Treib- und Kuppelradsätze von schnelllaufenden Kolbendampflokomotiven. Triebwerksdrehzahlen über 300 min−1 sind bei diesen auf Dauer wegen der Belastung der Treib- und Kuppelzapfen und der Schmierung der gleitenden Teile nicht verkraftbar. Bei elektrischen Fahrmotoren wirken die Fliehkräfte begrenzend. Im Gegensatz zum Straßenverkehr ist bei jedem Schienenfahrzeug eine zulässige Geschwindigkeit festgelegt und am Fahrzeug angeschrieben. Bei Güterwagen geschieht das in der Regel nur codiert in der Wagennummer und im Gattungszeichen.
Bei Triebfahrzeugen wird in den Führerständen die im aktiven Betrieb zulässige Geschwindigkeit angegeben, außen etwa auf Langträgerhöhe die Schleppgeschwindigkeit. Sie ist wegen der in diesem Fall nicht wirksamen dynamischen Bremse häufig etwas niedriger. Bei Dampflokomotiven, die kalt wegen der Schmierung der im Betrieb unter Dampf bewegten Teile ohne Vorbereitung gar nicht längere Strecken bewegt werden sollen, sind die zulässigen Schleppgeschwindigkeiten mit und ohne Treib- und Kuppelstangen nur im Regelwerk hinterlegt. Der Abbau der Treib- und Schwingenstangen beseitigt zwar das Problem der Schmierung der unter Dampf gehenden Teile, er stört jedoch den Masseausgleich. Die Folge sind zulässige Schleppgeschwindigkeiten von oft nur 30 bis 50 km/h, wobei aufwändige Vierzylinderlokomotiven häufig deutlich besser abschneiden. Auf die Treib- und Kuppelzapfen aufgesetzte Gegenmassen verbessern den durch den Stangenabbau gestörten Masseausgleich und erlauben Schleppgeschwindigkeiten bis zur zulässigen Fahrgeschwindigkeit. Genutzt wurden sie vor allem für Überführungsfahrten von elektrischen und Diesellokomotiven mit Stangenantrieb.
Bei Straßenbahnbetrieben gelten bei der Teilnahme am Straßenverkehr die allgemein zulässigen Geschwindigkeiten. Wegen des besseren Bremsvermögens sind auf besonderem und vom Straßenverkehr vollständig getrenntem Bahnkörper auch beim Fahren auf Sicht höhere Geschwindigkeiten als im Eisenbahnbetrieb unter vergleichbaren Umständen zulässig.

### Österreich
Typisch fahren Straßenbahnzüge durch zentrale Straßen von Linz und Graz, die als Fußgängerzone ausgewiesen sind, nicht mit der für alle anderen Fahrzeugen vorgeschriebenen Schrittgeschwindigkeit, sondern mit 25 bis 30 km/h. In der besonders engen Grazer Murgasse ist seit einigen Jahren für Straßenbahnzüge eine Höchstgeschwindigkeit von 20 km/h vorgeschrieben, eine Messstation zeigt die Geschwindigkeit der ostwärts fahrenden gut sichtbar an. 2019 kam es genau hier und in Linz zu je einem tödlichen Straßenbahnunfall mit Fußgängern.

## See- und Küstenschifffahrt

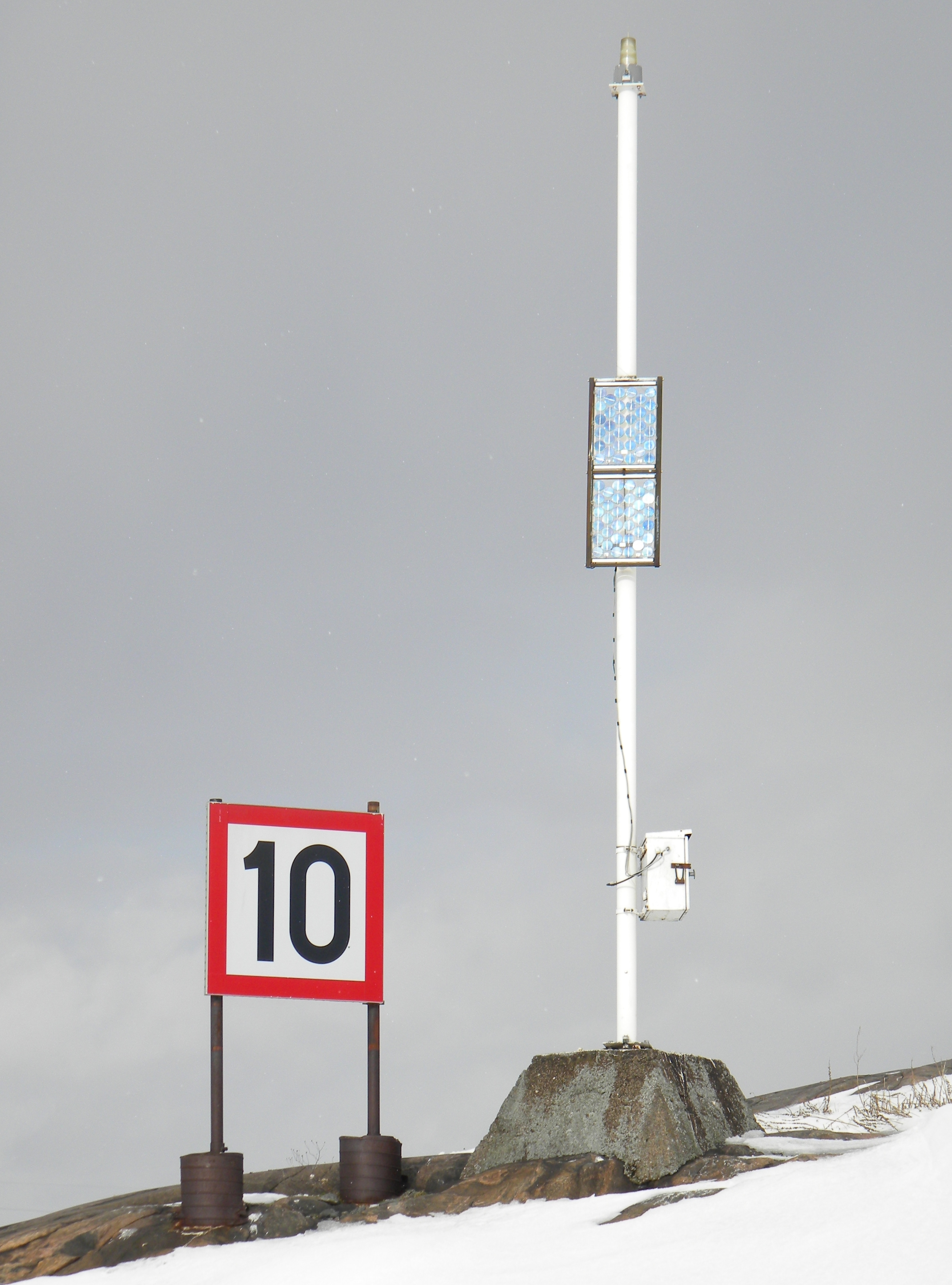
Schifffahrtszeichen bei Helsinki, Finnland

In der Seeschifffahrt werden Geschwindigkeitsbeschränkungen in Küstennähe nicht nur zum Kollisionsschutz, sondern auch zur Vermeidung von Schäden durch Wellenschlag und Sog verhängt. Die Begrenzung auf Kanälen und in Flussmündungen ist meist nach Schiffstypen gestaffelt.
Auf die Einhaltung achten der Kapitän und gegebenenfalls der Lotse. Sofern ein zu schnelles Schiff noch innerhalb der Hoheitsgewässer gestellt wird, drohen Bußgelder und zivilrechtliche Ansprüche.
Auf freier See besteht keine Geschwindigkeitsbegrenzung.

## Luftfahrt
In der Zivilluftfahrt ist für den Sichtflug in Deutschland in den meisten Lufträumen unter 3000 m (Luftraum D, E unter FL 100 und G) aus Sicherheitsgründen (Kollisionsvermeidung) eine Höchstgeschwindigkeit von 250 Knoten (circa 460 km/h) vorgeschrieben. Im kontrollierten Sichtflug und Instrumentenflug ist dank Radarführung durch die Flugverkehrskontrolle eine höhere Geschwindigkeit möglich – physikalisch bedingt für Strahlflugzeuge bis knapp unter der Schallgeschwindigkeit. In diesem Bereich verkehren üblicherweise die Flugzeuge der kommerziellen Luftfahrt im Reiseflug. Eine Überschreitung der Schallgeschwindigkeit ist wegen des Überschallknalls im deutschen Luftraum für die zivile Luftfahrt nicht gestattet.
Im Gegensatz hierzu ist ein Überschreiten der Schallgeschwindigkeit für militärische Luftfahrzeuge in großer Höhe (über FL 360, das entspricht 10.800 m) mit Radarführung möglich. Dabei sind dichtbesiedelte Regionen zu vermeiden. Diese Flüge dienen überwiegend Systemtests nach der Wartung von Kampfflugzeugen.
Anders als bei Fahrzeugen senkt eine Geschwindigkeitsbegrenzung in der Luftfahrt nicht in allen Fällen den Treibstoffverbrauch. Starrflügelflugzeuge arbeiten am wirtschaftlichsten in einer großen Flughöhe, da hier die Luft dünner und damit der Luftwiderstand geringer ist. Um trotz der dünnen Luft den notwendigen Auftrieb zu erhalten, müssen die Flugzeuge jedoch schneller fliegen als in niedriger Höhe. Dadurch steigt im wirtschaftlichsten Reiseflug eines Verkehrsflugzeuges seine Mindestgeschwindigkeit in die Nähe der Höchstgeschwindigkeit. Eine Geschwindigkeitsbegrenzung würde die Flugzeuge wegen der gegenseitigen Abhängigkeit von Masse, Auftrieb, Vortrieb und Widerstand zu niedrigeren Flughöhen zwingen und damit den Treibstoffverbrauch erhöhen.